# Thomas Nitz
Thomas Nitz (* 21. August 1960 in Stralsund) ist ein deutscher Politiker (CDU).
Nitz besuchte die Polytechnische Oberschule. Danach machte er eine Lehre als Vollmatrose bei der Deutschen Seereederei und eine Ausbildung zum Ingenieur an der Seefahrtsschule. Nachdem ein Berufsverbot gegen ihn verhängt wurde, war er bei der Weißen Flotte tätig. 1986 ging er zur Volkswerft Stralsund und machte neben seiner Ingenieurtätigkeit eine Ausbildung in den Bereichen Umweltschutz und Landschaftspflege. 1991 wechselte er zum Sozialamt Stralsund, wo er für den Aufbau und das Betreiben von Beschäftigungsprojekten für Sozialhilfeempfänger zuständig war.
1989 ließ sich Nitz beim Neuen Forum eintragen, wo er die Wende aktiv mitgestaltete. Von 1990 bis 1993 war er Mitglied der DSU, dort Kreissprecher und Mitglied des Landesvorstandes. 1994 trat Nitz schließlich in die CDU ein. Von 1991 bis 1994 war er Leiter des Ausschusses für Umwelt und Ordnung der Bürgerschaft der Hansestadt Stralsund, Mitarbeiter im Jugendhilfeausschuss und in der CDU-Bürgerschaftsfraktion als berufener Bürger. Von 1994 bis 2002 gehörte er dem Landtag von Mecklenburg-Vorpommern an.